# Hugo Bütler
Hugo Bütler (* 17. August 1944 in Hünenberg) ist ein Schweizer Historiker und Journalist. Bekannt wurde er als Chefredaktor der Neuen Zürcher Zeitung.

## Leben
Nach der Matura (Typ A) 1963 an der Kantonsschule Zug studierte Bütler Geschichte, Philosophie, Sowjetologie und Germanistik an den Universitäten Zürich, Freiburg im Üechtland und Florenz und wurde 1974 an der Philosophischen Fakultät der Universität Zürich mit der Dissertation Gaetano Salvemini und die italienische Politik vor dem Ersten Weltkrieg zum Dr. phil. promoviert.
Von 1964 bis 1967 war er Redaktor der Zuger Nachrichten. 1967 wurde er Mitarbeiter der Schweizerischen Depeschenagentur und 1968 Redaktor der Neuen Zürcher Zeitung. Er war zunächst Ressortleiter «Politische Literatur» und von 1985 bis 2006 Chefredaktor. Bis Ende März 2007 hatte er den Vorsitz der NZZ-Gruppenleitung inne.
Ausserdem ist er Beiratsmitglied des M100 Sanssouci Colloquium. Er war u. a. Vorstandsmitglied der Schweizerischen Gesellschaft für Aussenpolitik und des International Press Institute, dem er von 2000 bis 2002 als Präsident vorstand.
Laut dem Schweizer Wirtschaftsmagazin Bilanz gehörte er zu den mächtigsten Persönlichkeiten der Schweiz.

## Auszeichnungen
- 1981: Zürcher Journalistenpreis
- 2005: Alois-Mock-Europapreis

## Schriften (Auswahl)
- Gaetano Salvemini und die italienische Politik vor dem Ersten Weltkrieg (= Bibliothek des Deutschen Historischen Instituts in Rom. Band 50). Niemeyer, Tübingen 1978, ISBN 3-484-80082-8 (Dissertation).
- hrsg. mit Thomas Häberling: Die neuen Verweigerer. Unruhe in Zürich und anderen Städten. Verlag Neue Zürcher Zeitung, Zürich 1981, ISBN 3-85823-034-0.